# Крутогірний провулок
Крутогі́рний провулок — зниклий провулок, що існував у Залізничному, нині Солом'янському районі міста Києва, місцевість Совки. Пролягав від Крутогірної до Похилої вулиці

## Історія
Провулок виник наприкінці 1930-х років, мав назву Ленінський, на карті 1943 року показаний під назвою Крутогірний. Назву Крутогірний провулок набув 1944 року (повторне рішення про найменування — 1955 року).
Офіційно ліквідований 1981 року у зв'язку з частковою зміною забудови.